# Грачёв, Леонид Павлович
Леонид Павлович Грачёв (5 [18] июня 1907 — 22 апреля 1984) — советский государственный деятель. Участник Великой Отечественной войны, генерал-майор интендантской службы (18.05.1943).

## Образование
Заочно окончил Высшую партийную школу при ЦК ВКП(б) в 1949 году.

## Биография
- 1920—1923 — разнорабочий фарфорового завода им. Коминтерна «Губфарфора».
- 1923—1926 — калькулятор, председатель фабричного комитета спичечной фабрики «Пролетарское Знамя», Чудово.
- 1926—1929 — член президиума губернского отдела профсоюза рабочих химической промышленности.
- 1929—1930 — председатель окружного отдела просвещения.
- 1930—1938 — секретарь парткома, директор Окуловского ЦБК.
- 1938 — управляющий Севзаплесом.
- 1938—1939 — директор Камского ЦБК.
- 1939—1941 — заместитель, первый заместитель наркома лесной промышленности СССР.
- 1941—1944 — член Военного Совета 4-й отдельной армии, заместитель командующего войсками Волховского и Ленинградского фронтов по тылу.
- 1944—1946 — первый заместитель наркома целлюлозной и бумажной промышленности СССР, одновременно с 1945 года уполномоченный Особой комиссии при Совнаркоме СССР в Германии.
- 1946—1947 — заведующий ОГИЗом СССР, начальник Главполиграфиздата при Совмине СССР.
- 1947—1948 — министр целлюлозной и бумажной промышленности СССР.
- 1948—1957 — директор Госторгиздата.
- 1957—1977 — директор издательства «Известия».
- С августа 1977 года персональный пенсионер союзного значения.
- Скончался в Москве, похоронен на Новодевичьем кладбище.

## Награды
- орден Ленина (01.04.1943)
- орден Октябрьской Революции
- орден Отечественной войны I степени (21.02.1944)
- два ордена Трудового Красного Знамени (10.04.1962; 13.03.1967)
- медали